# Amazona autumnalis
El loro de cachetes amarillos, también llamado amazona frentirroja, loro cariamarillo o  chojín (Amazona autumnalis), es una especie de ave psitaciforme de la familia de los psitácidos nativa de las regiones tropicales de América, distribuida desde el este de México hasta el sur de Ecuador, con una población aislada en el centro de Brasil, donde habita bosques húmedos siempreverdes a semicaducos hasta 1100 m s. n. m.. También habita zonas semiabiertas con árboles aislados o pequeños sectores de bosque. Es un loro muy buscado y querido como mascota, que también posee una gran capacidad de imitar palabras.

## Descripción

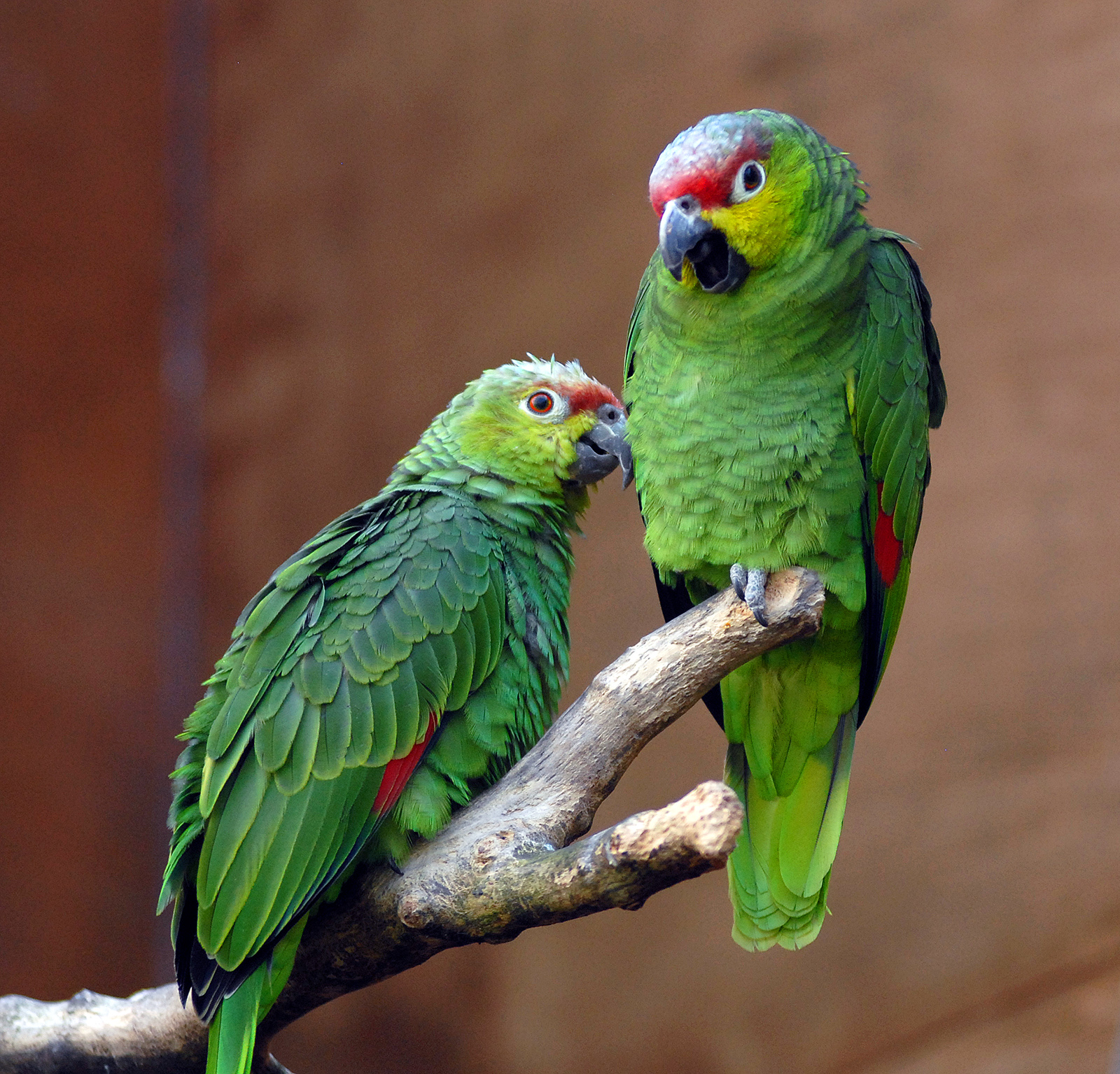
Pareja de Amazona autumnalis en cautividad.

Es un ave de 32–35 cm de largo, con peso de 310–480 g. El plumaje es básicamente verde, con la frente roja, mejillas amarillas (en ocasiones con manchas rojas). La corona es azul y ancha. Poseen las plumas remeras color violeta negruzco a azulado hacia distal, con parches rojos hacia fuera de las plumas secundarias. Al igual que otros tipos de loros, tanto el macho como la hembra son similares, y no difieren entre sí en cuanto a su plumaje, por lo que si se tienen como mascotas, se requiere de análisis de ADN en las veterinarias para saber y conocer su género. En los pichones el color rojo de la frente y el amarillo de los cachetes está muy reducido y

## Comportamiento

### Alimentación
La alimentación incluye frutas, nueces, semillas, insectos y flores.

### Reproducción

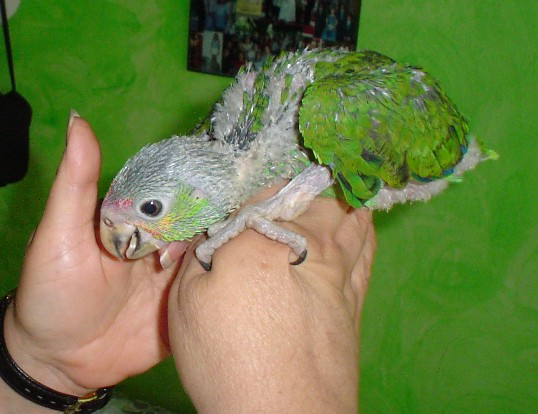
Papillero de 6 semanas.

Anidan usualmente en cavidades de árboles, ponen de tres a cuatro huevos blancos. La incubación varía de 25 a 26 días. Los pichones permanecen en el nido de 21 a 70 días. Tiene un sonido muy rechinante y gritón.

## Comportamiento en cautiverio

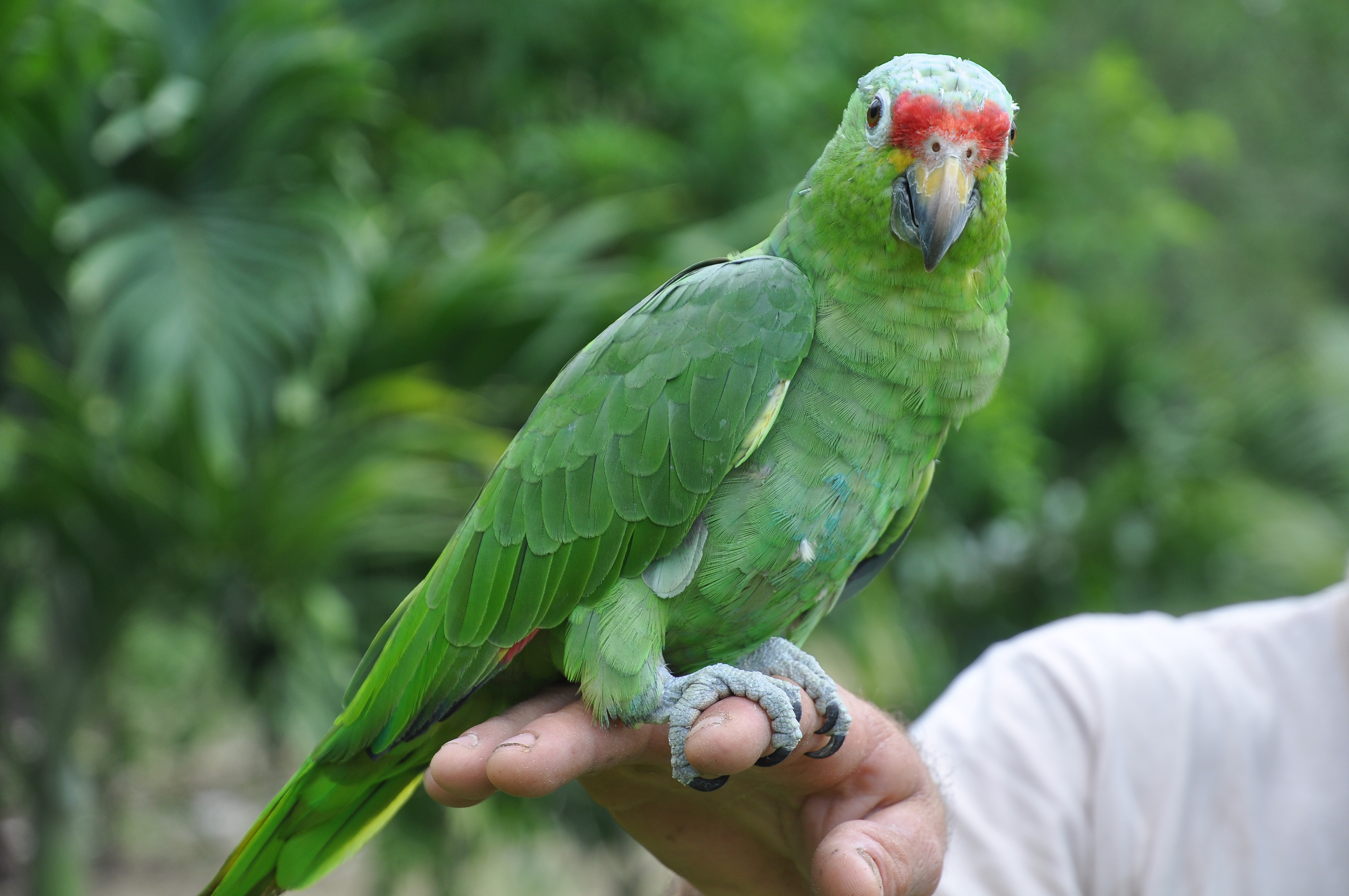
Loro de cachetes amarillos como mascota en Costa Rica.

Los loros de cachetes amarillos son loros comúnmente tenidos en cautiverio en América, ya que pueden ser animales devotos y algunos son excelentes habladores. Como la mayoría de los loros amazónicos, a menudo tienden a vocalizar en voz alta y, a veces, a picotear. Su comportamiento va desde ser tranquilo y curioso hasta ser agresivo.
Es un loro muy longevo: su esperanza de vida puede llegar hasta los 80 años. 
Lastimosamente, como en muchos casos, la acogida como mascota ha sido una de las principales causas de su declive como especie, ya que por su difícil reproducción en cautiverio, los pichones son tomados directamente de los nidos en estado silvestre y son vendidos como papilleros, cortando así el ciclo natural de las especies.

## Taxonomía
Se han identificado cuatro subespecies:
- Amazona autumnalis autumnalis (Linnaeus, 1758). Costa del Caribe desde el este de México hacia el sur hasta el norte de Nicaragua.
- Amazona autumnalis salvini (Salvadori, 1891). Norte de Nicaragua hacia el sur hasta Colombia y Venezuela.
- Amazona autumnalis lilacina (Lesson, 1844). Oeste de Ecuador.
- Amazona autumnalis diadema (Spix, 1824). Área baja del Río Negro, en el centro de Brasil.

## Amenazas
Según la Lista Roja de la UICN, este loro está clasificado como de preocupación menor, sin embargo, puede cambiar a amenazado en poco tiempo debido a la velocidad con la que está desapareciendo su hábitat, y por el tráfico ilegal. La venta de este loro está prohibida en México y Colombia, como todos los loros nativos de los países, y por ello, una manera de salvar a este loro es evitar comprarlo en el mercado negro, y en su lugar, denunciar ante las autoridades competentes su tenencia. 
La mejor forma de admirarlo es sembrando árboles, flores y arbustos nativos de cada región, que puedan servirles como alimento y/o lugar para anidar.